# Constellation Records (kanadisches Label)
Constellation Records ist ein Independent-Label aus Montréal, Kanada. Bekannt wurde das Label durch Album-Veröffentlichungen von Bands wie Godspeed You! Black Emperor, A Silver Mt. Zion und Do Make Say Think.
1997 mit dem Anspruch gegründet, der florierenden Underground-Musikkultur in Montréal eine Konzertfläche für Auftritte mit später angeschlossenem Label zu bieten, musste aufgrund bürokratischer Unstimmigkeiten das Konzept allerdings bald wieder verworfen werden, sodass Plattenproduktion und live-Performance (unter dem Titel Musique fragile) schließlich gleichzeitig anliefen.
Ursprünglich von einem einfachen Appartement in der Innenstadt aus agierend, zog Constellation 2004 in den stark multikulturell geprägten anglophonen Mile End-District, eines der künstlerischen Zentren Montréals.

## Ethos
Constellation Records verfolgt eine antikommerzielle, antikapitalistische und globalisierungskritische Unternehmenskultur; ihre Mission besteht nach Aussage der Gründer darin, eine Form von unabhängiger, kultureller Produktion zu schaffen, die zumindest die schlimmsten Veranlagungen der modernen Musikindustrie umgehen könnte („a mode of cultural production that critiques the worst tendencies of the music industry“). Das Label hofft zudem einen Ethos unabhängiger (engl. independent) Musik wiederherzustellen und zu bewahren, die es immer mehr von Großkonzernen zu einer bloßen Ware degradiert sieht.
Als Konsequenz daraus versucht Constellation zu verhindern, dass ihre Produkte über Handelsketten wie HMV oder Virgin Records vertrieben werden und bevorzugt deshalb kleinere örtliche Unternehmen.
Die Verpackung der Musikträger greift diese Einstellung ebenfalls auf: Das allgegenwärtige Jewelcase wird durch eigens dafür handgefertigte Kartonpapierumhüllungen ersetzt, die aufwendig gestalteten CD- und Platten-Cover werden – soweit möglich – von lokalen Künstlern und Handwerkern erstellt. Nach eigenen Angaben betreibt Constellation drei- bis viermal so viel Aufwand für die Gestaltung des Verpackungsmaterials wie kommerzielle Label.
Auffälligstes Ergebnis war die Rückseite des Albums Yanqui U.X.O. der Band Godspeed You! Black Emperor, welches in einem Diagramm die Verbindung der vier Majorlabel AOL Time-Warner, BMG, Sony und Vivendi Universal zur Rüstungsindustrie aufzeigte.
Am 25. Februar 2010 unterzeichneten die Gründer Ian Ilavsky and Don Wilke zusammen mit 500 anderen Künstlern einen Aufruf zur Unterstützung der international campaign for Boycott, Divestment and Sanctions against Israeli apartheid.
Auslieferungen durch den Constellations Versandhandel wird eine handgeschriebene Danksagung beigefügt.

## Künstler
- 1-Speed Bike
- Black Ox Orkestar
- Carla Bozulich
- Clues
- Colin Stetson
- Do Make Say Think
- Elfin Saddle
- Elizabeth Anka Vajagic
- Eric Chenaux
- Evangelista / Carla Bozulich
- Exhaust
- Feu Thérèse
- Fly Pan Am
- Frankie Sparo
- Glissandro 70
- Godspeed You! Black Emperor
- Hangedup
- Hrsta
- Jem Cohen
- Land of Kush
- Lullabye Arkestra
- Matana Roberts
- Polmo Polpo / Sandro Perri
- Re:
- Sackville
- Siskiyou
- Sofa
- Thee Silver Mt. Zion Memorial Orchestra & Tra-La-La Band
- The Dead Science
- Tindersticks
- Vic Chesnutt